# Stainz 2
De Stainz 2 is een van de vier bijna identieke stoomlocomotieven die rond 1890 zijn gebouwd om dienst te doen op twee nieuwe smalspoorbanen in de Oostenrijkse deelstaat Stiermarken aangelegd door de Steiermärkische Landesbahnen (StmLB). Van deze vier locomotieven is de Stainz 2 veruit de bekendste omdat deze vanaf 1968 door LGB in vele uitvoeringen als modelspoorlocomotief wordt geproduceerd.

## Historie

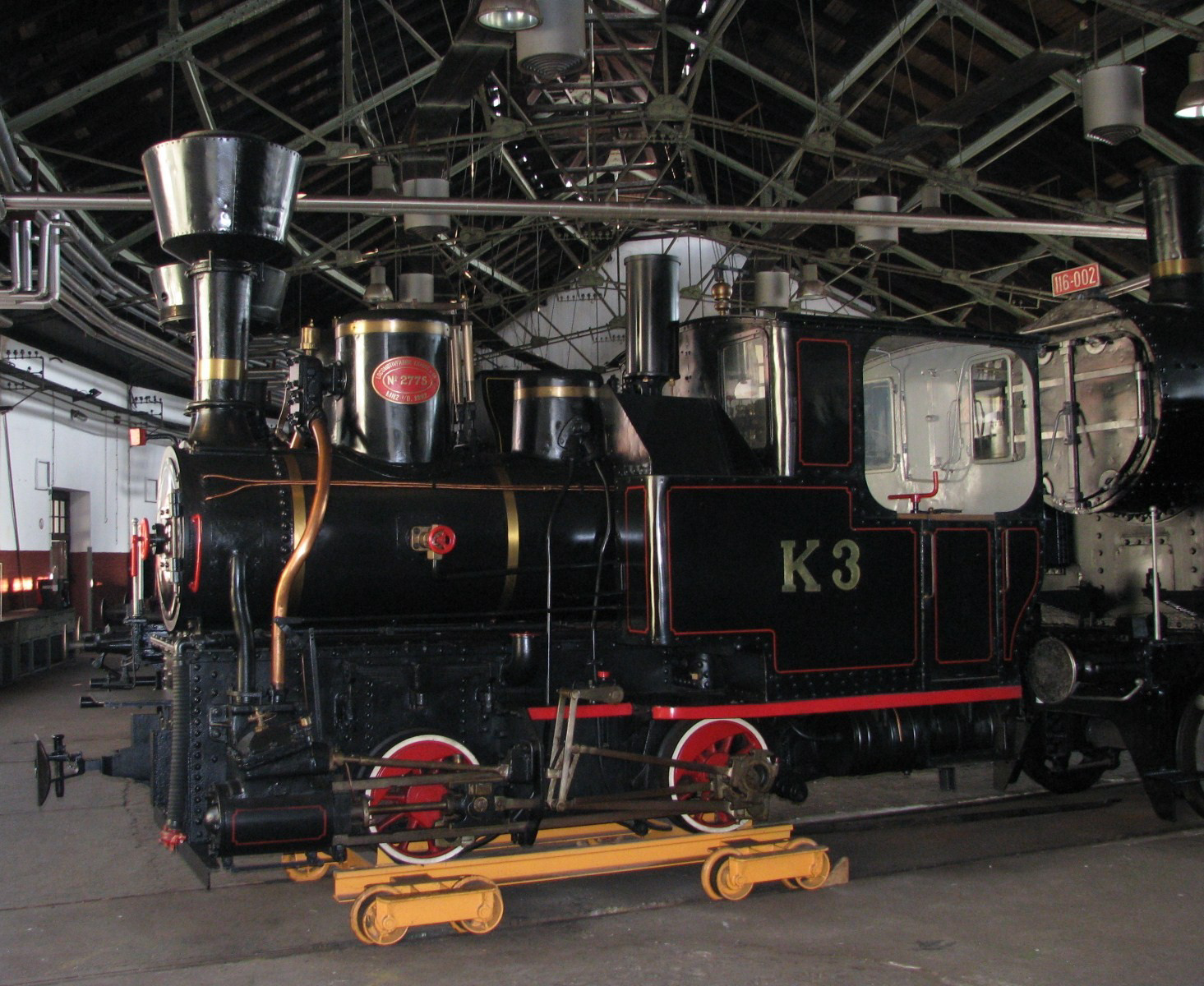
De Gonobitz/Konjice 3 in het spoorwegmuseum van Ljubljana

De locomotieven, Meran 1, Stainz 2, Gonobitz 3 en Heiligengeist 4 hadden een spoorwijdte van 760 mm (Bosnische spoorwijdte) en zijn gebouwd door de firma Krauss te Linz. De Meran 1 was vernoemd naar het adellijke geslacht Meran waartoe Johan van Oostenrijk, aartshertog van Oostenrijk, behoorde. Locomotief 1 en 2 deden dienst op de Stainzerbahn Preding - Wieseldorf - Stainz en locomotief 3 en 4 hebben dienstgedaan op de lijn Pöltschach - Gonobitz. Na de Eerste Wereldoorlog werd in het Verdrag van Saint-Germain (1919) bepaald dat het zuidelijke deel van Stiermarken deel ging uitmaken van het nieuwe Slovenië waardoor de laatstgenoemde spoorlijn in Slovenië kwam te liggen. De plaatsnamen veranderde hierdoor in Poljčane en Konjice. Ook de naam van de locomotief Gonobitz 3 werd veranderd in Konjice 3.
Van de locomotieven zijn er twee bewaard gebleven, de Stainz 2 en de Konjice 3. De laatste locomotief is behouden gebleven doordat hij vanaf 1930 gebruikt is voor intern transport bij de Jesenice ijzerwerken te Stara Sava, tegenwoordig een deel van de stad Jesenice en bevindt zich in het Železnički spoorwegmuseum te Ljubljana.
De Stainz 2 is in de jaren vijftig buiten bedrijf gesteld en is daarna in reserve gehouden. Vanaf 1969 tot 2000 is de locomotief gebruikt om op de Murtalbahn voor toeristische doeleinden. Tot 2008 is de locomotief nog bij sommige gelegenheden ingezet. Vanwege de kosten is de locomotief hierna niet meer rijvaardig gehouden maar nog wel te bezichtigen.

## SKGLB 1-2
Er zijn voor de Salzkammergut-Lokalbahn (SKGLB) twee locomotieven van dezelfde serie gebouwd. Locomotief 1 is tijdens de Eerste Wereldoorlog ingezet voor militaire doeleinden en is uiteindelijk in Roemenië terechtgekomen. Locomotief 2 is tot 1953 in gebruik geweest bij de SKGLB. Beide locomotieven zijn later gesloopt.

## Modeltreinen
De Stainz 2 heeft model gestaan voor de volgende merken, waarvan de locomotief van LGB de bekendste is.

### LGB
Op de Neurenbergse speelgoedbeurs van 1968 werden de treinen van Lehmann GroßBahn (LGB) voor het eerst aan het publiek getoond. Het waren modeltreinen voor buitengebruik met een spoorbreedte van 45 mm, gebouwd in de door LGB ontwikkelde schaal"G" (1:22,5) De eerste en de bekendste locomotief van LGB is de Stainz die in vele uitvoeringen is geproduceerd. Het model is nog steeds in productie.

### Fleischmann Magic Train
De Fleischmann Magic Trains is van 1992 tot 2009 is geproduceerd. De schaal van de Stainz-locomotief was O (1:45) maar de locomotief reed op H0-rails (16,5 mm).

### Minitrains
De schaal van de Stainz-locomotief van Mintrains is HOe (1:87) en de locomotief rijdt op 9mm-rails (gelijk aan spoor N).